# Daphne du Maurier

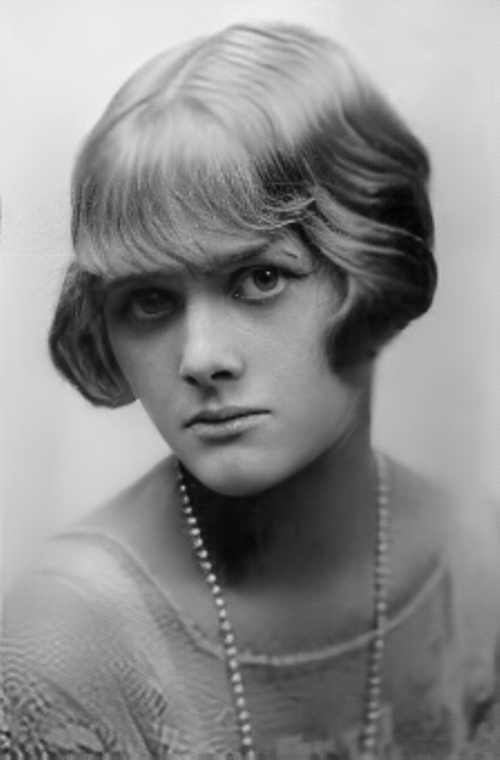
Daphne du Maurier (um 1930)

Dame Daphne Busson du Maurier, Lady Browning, DBE (* 13. Mai 1907 in London; † 19. April 1989 in Par, Cornwall) war eine britische Schriftstellerin. Bekannt wurde sie durch ihren Roman Rebecca und dessen Verfilmung durch Alfred Hitchcock, der außerdem ihren Roman Jamaica Inn (in Deutschland erst 1951 als Riff-Piraten uraufgeführt) und ihre Kurzgeschichte Die Vögel verfilmte. Ein Teil ihres Lebens wurde 2007 unter dem Titel Daphne mit Geraldine Somerville in der Hauptrolle verfilmt.

## Leben
Daphne du Maurier war Tochter des Schauspielers Gerald du Maurier und seiner Frau Muriel Beaumont sowie Enkelin des Schriftstellers George du Maurier. Ihre ältere Schwester war die spätere Schriftstellerin Angela du Maurier, ihre jüngere Schwester Jeanne du Maurier wurde Künstlerin. Die drei Schwestern wuchsen wohlbehütet in London und Paris auf, wo Daphne Privatunterricht erhielt. Finanziell unabhängig, widmete sie sich dem Segeln und Reisen – und schrieb nebenbei ihre ersten Kurzgeschichten. Im Alter von 19 entschied sie nach einem Urlaub in Cornwall, sich dort niederzulassen. Fortan spielten ihre Geschichten vorwiegend an der englischen Küste.
1928 begann du Maurier Kurzgeschichten zu schreiben und veröffentlichte 1931 ihren ersten Roman Der Geist von Plyn, der ihr nicht nur ersten Erfolg bei Publikum und Kritik bescherte, sondern auch die Aufmerksamkeit ihres späteren Ehemannes, des Generals Frederick Browning (Heirat 1932), einbrachte. Mit Browning hatte sie zwei Töchter und einen Sohn. Ihr Gatte wurde 1946 als Knight geadelt, wodurch sie den Höflichkeitstitel Lady Browning erhielt.

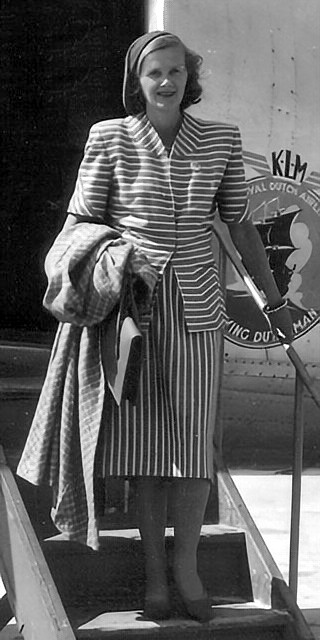
Daphne du Maurier, 1947 auf dem Flughafen von Amsterdam

Berühmt wurde sie durch die Romane Jamaica Inn und Rebecca, die vom Regisseur Alfred Hitchcock verfilmt wurden. Von 1943 bis 1969 bewohnte sie 'Menabilly' zur Miete, das mutmaßlich als Vorbild für das fiktive Anwesen Manderley diente, in dem der Roman Rebecca spielt. Die gleichnamige Verfilmung Rebecca, mit Joan Fontaine und Laurence Olivier in den Hauptrollen besetzt, wurde 1940 mit dem Oscar für den besten Film des Jahres ausgezeichnet. 1963 folgte die Verfilmung von du Mauriers Kurzgeschichte Die Vögel, die ebenfalls von Alfred Hitchcock auf die Leinwand gebracht wurde. Ähnlich erfolgreich war die Verfilmung ihrer Erzählung Dreh dich nicht um, die als Wenn die Gondeln Trauer tragen (1973) von Regisseur Nicolas Roeg mit Donald Sutherland und Julie Christie inszeniert wurde. 1969 wurde sie selbst durch Königin Elizabeth II. als Dame Commander des Order of the British Empire (DBE) geadelt. Sie lebte zuletzt zurückgezogen und schrieb ab 1977 nicht mehr. 1989 starb Daphne du Maurier in einem kleinen Fischerdorf bei St Blazey in Cornwall.
Zeitlebens kämpfte sie gegen ihre lesbischen Gefühle. Von ihr stammt der berühmte Ausdruck „der Junge in der Schachtel“ (the boy in the box), eine Metapher für unterdrückte und verdrängte lesbische Gefühle. Als sie in die USA reisen musste, weil es einen gerichtlich zu klärenden Plagiatsvorwurf wegen Rebecca gab, verliebte sie sich in Ellen McCarter, die zweite Ehefrau ihres amerikanischen Verlegers Nelson Doubleday. Diese soll dann auch Inspiration für spätere Werke gewesen sein. Es wird ihr überdies eine Beziehung mit Gertrude Lawrence nachgesagt, die später eine dieser Figuren verkörperte.
Ihre Romane und Erzählungen zeichnen sich durch Spannung und psychologische Tiefe aus, auch wenn sie meist Abenteuer und Romanzen zum Thema haben und zu ihrer Zeit als melodramatisch galten. Du Maurier verfasste auch historische Romane, Theaterstücke und Biographien.

## Rezeption
Trotz ihres großen Erfolgs beim Publikum und höchster Anerkennung als Dame Commander wurden du Mauriers Werke von englischen Literaturkritikern zu ihren Lebzeiten nicht als hochwertig eingeschätzt. Auch in Daten der englischen und amerikanischen Literatur von 1890 bis zur Gegenwart von Wolfgang Karrer und Eberhard Kreutzer (dtv, München 1973) ist sie nicht erwähnt. Auf der Liste The Top 100 Crime Novels of All Time der britischen Crime Writers’ Association belegt Rebecca Platz 8, auf der Liste The Top 100 Mystery Novels of All Time der Mystery Writers of America, Platz 9. Nach einer von der BBC 2003 durchgeführten Umfrage über den beliebtesten Roman aller Zeiten belegte Rebecca auf einer Liste von 200 Titeln Platz 12.

## Bekannte Werke

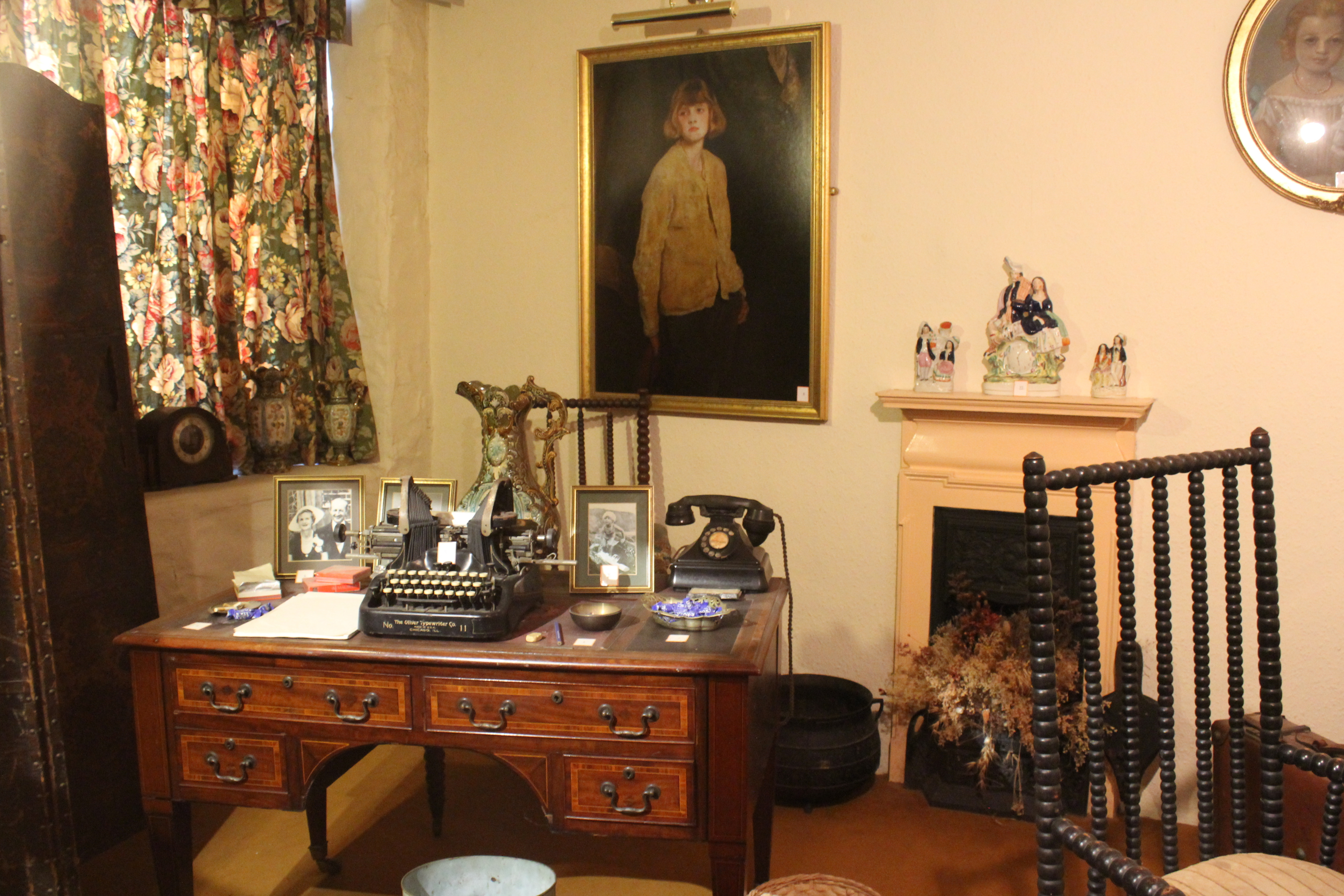
Wiederaufbau des Büros von Daphne du Maurier im Smuggler’s Museum, Jamaica Inn

Angegeben ist meist das Jahr der englischen Veröffentlichung.
- 1931: The Loving Spirit. (Roman); dt.: Die Frauen von Cornwall. Neu übersetzt von Brigitte Heinrich. Insel Verlag, Berlin 2025, ISBN 978-3-458-68397-1
- 1933: The Progress of Julius. (Roman); dt.: Karriere.
- 1934: Gerald: A Portrait. (Biographischer Roman); dt.: Gerald.
- 1936: Jamaica Inn. (Roman), nach dem gleichnamigen Gasthaus; dt.: Jamaica Inn. Übersetzt von Brigitte Heinrich und Christel Dormagen. Insel Verlag, Berlin 2020, ISBN 978-3-458-36458-0.
- 1937: The du Mauriers. (Biographischer Roman); dt.: Kehrt wieder, die ich liebe.
- 1938: Rebecca. (Roman); dt.: Rebecca. Neu übersetzt von Brigitte Heinrich und Christel Dormagen. Insel Verlag, Berlin 2016, ISBN 978-3-458-36134-3.
- 1941: Frenchman’s Creek. (Roman); dt.: Die Bucht des Franzosen. Neu übersetzt von Christel Dormagen und Brigitte Heinrich. Insel Verlag, Berlin 2021, ISBN 978-3-458-68154-0.
- 1943: Happy Christmas. (Kurzgeschichte); dt.: Fröhliche Weihnachten.
- 1943: Hungry Hill. (Roman); dt.: Die Erben von Clonmere.
- 1946: The King’s General. (Roman); dt.: Des Königs General.
- 1949: The Parasites. (Roman); dt.: Die Parasiten.
- 1951: My Cousin Rachel. (Roman); dt.: Meine Cousine Rachel. Neu übersetzt von Brigitte Heinrich und Christel Dormagen. Insel Verlag, Berlin 2017, ISBN 978-3-458-36197-8.
- 1952: The Birds. (Kurzgeschichte); dt.: Die Vögel.
- 1952: Kiss Me Again, Stranger. (Kurzgeschichte); dt.: Küß mich noch einmal Fremder.
- 1952: Der Apfelbaum. (Erzählung)
- 1954: Mary Anne. (Roman)
- 1957: The Scapegoat. (Roman); dt.: Der Mann mit meinem Gesicht. Auch: Der Sündenbock.
- 1963: The Glass-Blowers. (Biographischer Roman); dt.: Ein Kelch aus Kristall.
- 1965: The Flight of the Falcon. (Roman); dt.: Das Geheimnis des Falken.
- 1967: Vanishing Cornwall – The Spirit and History of Cornwall. 1967; dt. Cornwall-Saga – Roman einer Landschaft. Schweizer Verlagshaus, Zürich 1984, ISBN 3-596-28182-2.
- 1969: The House on the Strand. (Roman); dt.: Ein Tropfen Zeit. Neuausgabe mit Illustrationen von Kristina Andres. Edition Büchergilde, 2015, ISBN 978-3-86406-044-1.
- 1971: Don’t Look Now. (Vier Erzählungen);[6] dt.: Die Vögel und Wenn die Gondeln Trauer tragen – Zwei Erzählungen. Neu übersetzt von Brigitte Heinrich und Christel Dormagen. Insel Verlag, Berlin 2018, ISBN 978-3-458-36321-7.
- 1972: Rule Britannia. (Roman); dt.: Die standhafte Lady.
- 1980: The Rendezvous and Other Stories. (Sammlung von Kurzgeschichten); dt.: Nächstes Jahr um diese Zeit.
- 1983: The Rebecca Notebook and Other Memories.
- 1989: Enchanted Cornwall. dt. Zauberhaftes Cornwall. Übersetzt von Brigitte Heinrich. Insel Verlag, Berlin 2014, ISBN 978-3-458-35999-9.

## Verfilmungen
- 1939: Riff-Piraten (Jamaica Inn) – Regie: Alfred Hitchcock
- 1940: Rebecca – Regie: Alfred Hitchcock
- 1944: Der Pirat und die Dame (Frenchmans’s Creek) – Regie: Mitchell Leisen
- 1946: Der kupferne Berg (Hungry Hill) – Regie: Brian Desmond Hurst
- 1946: Die Jahre dazwischen (The Years Between) – Regie: Compton Bennett
- 1952: Meine Cousine Rachel (My Cousin Rachel) – Regie: Henry Koster
- 1959: Der Sündenbock (The Scapegoat) – Regie: Robert Hamer
- 1963: Die Vögel (The Birds) – Regie: Alfred Hitchcock
- 1973: Wenn die Gondeln Trauer tragen (Don’t Look Now) – Regie: Nicolas Roeg
- 1983: My Cousin Rachel, BBC-Mini-Serie – Regie: Brian Farnham
- 1993: Experiment des Grauens (The Breakthrough) – Regie: Piers Haggard
- 1996: Rebecca (Rebecca), BBC-Mini-Serie – Regie: Jim O’Brien
- 1998: Frenchman’s Creek. – Regie: Ferdinand Fairfax
- 2017: Meine Cousine Rachel (My Cousin Rachel) – Regie: Roger Michell
- 2020: Rebecca – Regie: Ben Wheatley

## Bühnenwerke
Rebecca (Musical) – nach dem gleichnamigen Roman, Komponist Sylvester Levay, Text Michael Kunze
- 2006–2008: Welt-Uraufführung (in Österreich) – am 28. September 2006 durch Vereinigte Bühnen Wien
- 2011: Erstaufführung in der Schweiz – am 22. Oktober 2011 im Theater St. Gallen
- 2011: Erstaufführung in Deutschland – am 8. Dezember 2011 im Palladium Theater Stuttgart
- 2012: Uraufführung in Englisch (in USA) – am 18. November 2012 am Broadway (Broadhurst Theatre) geplant